# 吕祖谦及家族墓
吕祖谦及家族墓位于浙江省金华市武义县白洋街道上陈村明招山麓，是南宋时期著名理学家、婺学创始人吕祖谦及其家族的墓地。在吕祖谦墓的周围，还有其曾祖吕好问、伯祖吕本中、祖父吕弸中、父吕大器、母曾氏夫人、元配韩氏、继室芮氏的坟墓等十多座吕氏族人的墓地。
吕氏家族为当地望族，而其家族墓地分布于小范围内，相互距离很近，在南方较为少见。1989年公布为浙江省文物保护单位，2013年5月公布为第七批全国重点文物保护单位。2013年6月9日，浙江省文物局公布其为第一批省级考古遗址公园